# Pete Clemenza
Peter "Pete" Clemenza är en figur i romanen och filmserien Gudfadern. Han är en av Vito Corleones caporegimer.
I den första Gudfadernfilmen spelas Clemenza av Richard Castellano. I uppföljaren gestaltas Clemenza av Bruno Kirby.